# ماكس هوما
ماكس هوما (بالإنجليزية: Max Homa)‏ هو لاعب غولف أمريكي، ولد في 19 نوفمبر 1990 في بربانك في الولايات المتحدة.

## وصلات خارجية
- ماكس هوما على موقع رابطة لاعبي الغولف المحترفين (الإنجليزية)
- ماكس هوما على موقع التصنيف العالمي الرسمي للغولف (الإنجليزية)